# Abas (tio de Maomé)
Abul Abas ibne Abedal Mutalibe (Abu al-Abbas ibn al-Muttalib; c. 566 — 652), melhor conhecido como Abas ou Abaz, foi tio paterno de Maomé e do quarto califa ortodoxo, Ali. Era um rico comerciante da Meca que num primeiro momento combateu a nova religião (o Islã), porém se converteu em 629. Depois de sua conversão, ele sustentou com devoção o Islã, financeiramente e militarmente. Ele acompanhou seu sobrinho em 630 na sua marcha sobre Meca e foi o ancestral do fundador da dinastia dos califas abássidas.